# Fouad Allag
Fouad Allag (sinh ngày 17 tháng 4 năm 1985) là một cầu thủ bóng đá người Algérie thi đấu cho RC Relizane ở vị trí tiền vệ.